# 해피 투게더 (2018년 영화)
"해피 투게더"는 2018년에 개봉한 대한민국의 영화이다.

## 캐스팅
- 박성웅 : 강석진 역
- 송새벽 : 박영걸 역
- 최로운 : 어린 하늘 역
- 혁 : 청년 하늘 역
- 권해효 : 달수 역
- 성병숙 : 베로니카 수녀 역
- 정인기 : 최 선장 역
- 류성현 : 유 사장 역
- 맹상열 : 대광 역
- 송형수 : 김 경장 역
- 고태영 : 재풍 역
- 반세정 : 수지 역
- 조승희 : 마리아 수녀 역
- 김정현 : 베드로 역
- 정찬우 : 장 사장 역
- 박은영 : 집주인 역
- 최우영 : 선원 1 역
- 임채선 : 선원 2 역
- 박재원 : 선원 3 역
- 양한석 : 선원 4 역
- 정영주 : 아줌마팬 1 역
- 송지유 : 아줌마팬 2 역
- 정서인 : 아줌마팬3 역
- 김누리 : 아줌마팬 4 역
- 정성일 : 덩치 1 역
- 김수웅 : 덩치 2 역
- 김태현 : 덩치 3 역
- 황보정일 : 덩치 4 역
- 지찬 : 웨이터 역
- 김정수 : 남 대표 역
- 오태은 : 옆가게주인 역
- 안재영 : 청년하늘매니져 역
- 이한주 : 해경 1 역
- 김상두 : 해경 2 역
- 구건민 : 어린하늘 친구 소연 역
- 하리라 : 녹음실 장피디 역
- 차세영 : 여자 승무원 역
- 설옥남 : 여자 선생님 역
- 장정호 : 택시기사 역
- 전윤민 : 유사장 여직원 역
- 박세인 : 소프라노 연주자 역
- 한성훈 : 달수 악기점 손님 역
- 한대훈 : 색소폰 감정사 역
- 윤영득 : 연회장 윤회장 역
- 백수현 : 구급대원 역
- 김홍현 : 순경 1 역
- 진가민 : 순경 2 역
- 윤용미 : 동네 아줌마 역
- 정현혁 : 웨이터 보조 1 역
- 김병현 : 웨이터 보조 2 역
- 이승훈 : 술집 취객 역
- 조선미 : 여자가수 역
- 여유진 : 댄스팀 역
- 박지수 : 댄스팀 역
- 변정아 : 댄스팀 역
- 여화영 : 댄스팀 역
- 김태희 : 댄스팀 역
- 유소현 : 댄스팀 역
- 김현정 : 댄스팀 역
- 염현정 : 댄스팀 역
- 김상균 : 공연장 세션 역
- 김건유 : 공연장 세션 역
- 스티븐 켐슬리 : 공연장 세션 역
- 마틴 존 에클스 : 공연장 세션 역
- 파벨 컬스 : 공연장 세션 역
- 이혜미 : 공연장 세션 역
- 이관지 : 공연장 세션 역
- 김도윤 : 공연장 세션 역
- 김영실 : 연회장 세션 역
- 석문호 : 연회장 세션 역
- 양윤민 : 연회장 세션 역
- 이병하 : 연회장 세션 역
- 황신애 : 연회장 스트링 밴드 역
- 한진영 : 연회장 스트링 밴드 역
- 김유라 : 연회장 스트링 밴드 역
- 이주혜 : 연회장 스트링 밴드 역
- 박은혜 : 나이트클럽 밴드 역
- 배병욱 : 나이트클럽 밴드 역
- 강태식 : 나이트클럽 밴드 역
- 옥지혁 : 나이트클럽 밴드 역
- 성대창 : 라이브바 밴드 역
- 노형우 : 라이브바 밴드 역
- 이주원 : 라이브바 밴드 역
- 한철수 : 라이브바 밴드 역
- 오시원 : 공연스탭 1 역
- 장영원 : 공연스탭 2 역
- 이해진 : 스카이 팬 1 역
- 이가연 : 스카이 팬 2 역
- 김가언 : 스카이 팬 3 역
- 이재용 : 김 회장 역 (특별출연)
- 최준용 : 만석 역 (특별출연)
- 정은숙 : 연회장 진행자 역 (특별출연)
- 서출구 : 래퍼 역 (특별출연)